# 138

## Починали
- 1 януари – Луций Елий, римски император
- 10 юли – Адриан, римски император